# Xanthesma nigrior
Xanthesma nigrior är en biart som beskrevs av Michener 1965. Xanthesma nigrior ingår i släktet Xanthesma och familjen korttungebin. Inga underarter finns listade i Catalogue of Life.

## Bildgalleri

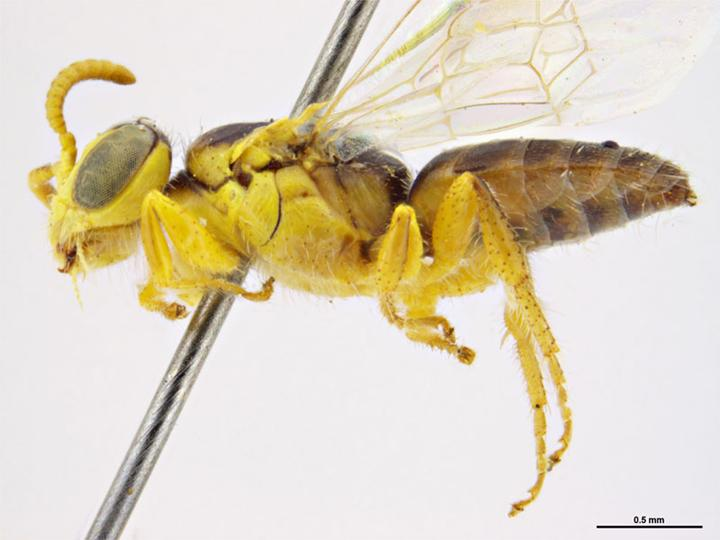
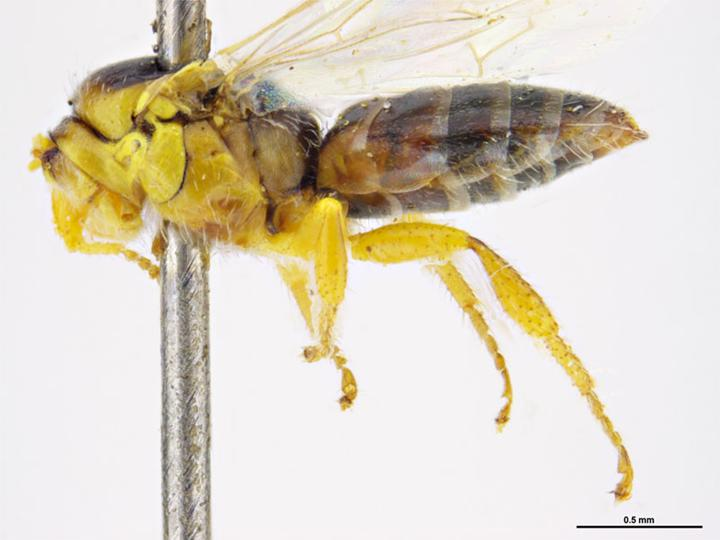